# Byron Saxton

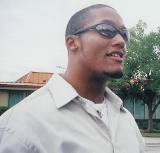
Bryan Kelly

Bryan Jesus Kelly (Burke, 20 de agosto de 1981) é um lutador de wrestling profissional norte-americano, comentarista e também manager. Trabalha para a WWE com o nome de Byron Saxton e também no território de treinamento da WWE a Florida Championship Wrestling.

## Carreira
- WWE (2007-Presente)

Florida Championship Wrestling (2007-presente)
ECW (2009-presente)

## No wrestling
- Lutadores de quem foi manager
  - Black Pain
  - Kaleb O'Neal
  - Lawrence Knight
  - Tyson Tarver

## Campeonatos e prêmios
- Southern Championship Wrestling
  - SCW Florida Tag Team Championship (1 vez) - com Chris Nelson